# Palazzo Torre Palasciano

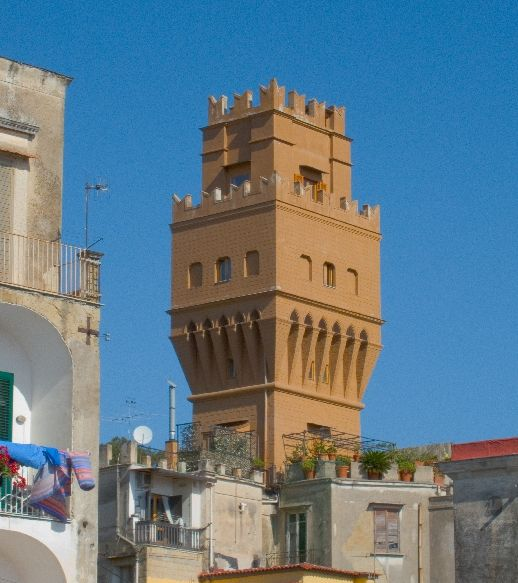
La torre

Il palazzo torre Palasciano (o torre del Palasciano) è un edificio di interesse storico ed artistico di Napoli, ubicato in salita Moiariello, sulla collina di Capodimonte.

## Storia
Fu eretto per volontà dell'illustre medico napoletano e precursore della Croce Rossa, Ferdinando Palasciano e di sua moglie Olga Vavilow, che lo adibirono a propria dimora. 
Gli eredi dell'infettivologo Domenico Cotugno avevano venduto a Palasciano il fondo di oltre 28 moggi che comprendeva delle strutture, un tempietto e due bei giardini di delizie, più una grande zona destinata ad alberi da frutta. I lavori di costruzione del palazzo, diretti dall'architetto Antonio Cipolla, furono ultimati nel 1868.
Il palazzo, costruito in muratura di tufo riutilizzando in parte alcune strutture preesistenti, ha un impianto planimetrico sostanzialmente quadrangolare e si articola su due piani. Lo stile eclettico fonde stilemi neogotici e rinascimentali, mentre l'imponente e panoramica torre Palumbo sembrerebbe ispirata al palazzo della Signoria di Firenze. La torre, visibile da molti punti di Napoli, è di cinque piani e numerose stanze, tutte in origine affrescate.
Nel giardino è presente un obelisco in piperno grigio, sul quale sono iscritti i nomi di personaggi illustri. 
Secondo una leggenda napoletana, Palasciano non avrebbe mai voluto allontanarsi dalla sua magnifica casa e dalla moglie anche se defunto, così il suo fantasma sarebbe stato visto affacciarsi dalla torre per ammirare il panorama di Napoli e un cimitero in lontananza.
L'intero complesso è stato in buona parte recuperato mentre la torre, restaurata, oggi ospita invece un bed and breakfast.